# البهائية في أوروبا

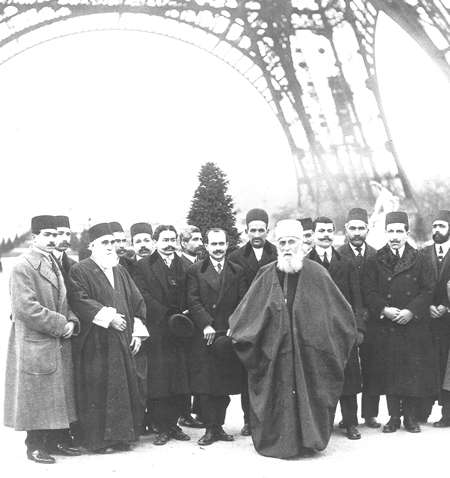
عبد البهاء، بالقرب من برج إيفل في باريس، 1913.

لقد تمت مناقشة الدين البهائي في كتابات العديد من المثقفين والعلماء الغربيين أثناء حياة بهاء الله. سافر ابنه وخليفته عبد البهاء إلى فرنسا وبريطانيا العظمى وألقى محاضرات هناك. يوجد بيت عبادة بهائي في لانجنهاين [الإنجليزية] بألمانيا، والذي اكتمل بناؤه في عام 1964. أفادت جمعية أرشيف بيانات الأديان أن أعداد البهائيين على المستوى الوطني تتراوح بين مئات إلى أكثر من 35 ألفًا في عام 2005. أدان الاتحاد الأوروبي وعدد من الدول الأوروبية اضطهاد البهائيين في إيران.

## أقدم الاتصالات
نشأت الديانة البهائية في آسيا، في إيران (بلاد فارس)، وقبل أن يكون هناك أي بهائيين في أوروبا، بدأت أول إشارة صحفية إلى الحركة الدينية بتغطية الباب التي حدثت في صحيفة التايمز في الأول من نوفمبر 1845، بعد عام واحد فقط من بدء الباب لأول مرة مهمته. وبالمثل، أخذت الإمبراطورية الروسية علماً بالأحداث. كانت للدين روابط قوية مع أذربيجان أثناء الحكم الروسي في أذربيجان. ومن بين الحقائق الأكثر أهمية هي امرأة من أصل أذربيجاني لعبت دورًا محوريًا في دين الباب، والتي اعتبرها البهائيون السلف المباشر للدين البهائي – والتي أُطلق عليها فيما بعد اسم الطاهرة، على الرغم من أن قصتها ستكون في سياق بلاد فارس. وكانت من ضمن رسائل حي الباب.
في عام 1847، أصبح السفير الروسي في طهران، الأمير ديمتري إيفانوفيتش دولغوروكوف ‏، على علم بمطالبات الباب، وعندما رأى فرار البابيين عبر الحدود، طلب نقل الباب، الذي كان مسجونًا في ماكو آنذاك، إلى مكان آخر؛ كما أدان أيضًا مذابح رجال الدين الإيرانيين. كتب دولغوروكوف بعض المذكرات في وقت لاحق من حياته، ولكن ثبت أن الكثير منها كان مزوراً. لكن رسائله تظهر أنه كان خائفًا من انتشار الحركة إلى القوقاز.
في عام 1852، بعد محاولة اغتيال فاشلة ضد شاه بلاد فارس والتي تم إلقاء اللوم فيها على المجتمع البابي بأكمله، تم القبض على العديد من البابيين، بما في ذلك بهاء الله، الذين لم يكن لهم أي دور في المحاولة وأدانوها بشدة في وقت لاحق، في حملة مداهمات. انتشرت التغطية الإخبارية للأحداث خارج لندن وباريس إلى الصحف الهولندية. عندما سجن الشاه بهاء الله، ذهبت عائلته إلى ميرزا ماجد آهى الذي كان متزوجًا من إحدى شقيقات بهاء الله، وكان يعمل سكرتيرًا للبعثة الروسية في طهران. طلبت عائلة بهاء الله من ميرزا ماجد أن يذهب إلى دولغوروكوف ويطلب منه التدخل نيابة عن بهاء الله، ووافق دولغوروكوف، لكن هذه المساعدة كانت قصيرة الأجل. بالإضافة إلى ذلك، رفض بهاءالله عرض المنفى في روسيا. وبالمثل عرض عليه القنصل البريطاني العام في بغداد الجنسية البريطانية، وعرض عليه ترتيب إقامة له في الهند أو أي مكان يرغب فيه. رفض بهاءالله العرض.
بعد نفيه من بغداد، كتب بهاءالله رسالة محددة أو «لوحًا» موجهًا إلى الملكة فيكتوريا معلقًا بشكل إيجابي على النظام البرلماني البريطاني وأشاد بالملكة لحقيقة أن حكومتها أنهت العبودية في الإمبراطورية البريطانية. ورد أنها قالت ردًا على اللوح، على الرغم من فقدان السجل الأصلي، «إذا كان هذا من الله، فسوف يستمر؛ وإلا فلن يسبب أي ضرر.» وعلى الرغم من عدم تبني معتقداته بأي شكل من الأشكال، يعرف البهائيون آرثر دي جوبينو باعتباره الشخص الذي كتب أول وأكثر الروايات تأثيرًا عن الحركة، حيث أظهر معرفة دقيقة وغير دقيقة لتاريخها في الأديان والفلسفات في آسيا الوسطى عام 1865، وتبعه في نفس الوقت تقريبًا في الصحافة الغربية ألكسندر كاسيموفيتش كازيمبيك في سلسلة من المقالات بعنوان الباب والبابيس في المجلة الآسيوية.
في عام 1879، وفي إطار العلاقات التجارية النامية التي بدأها بعض رجال الأعمال الهولنديين، دخل الهولندي يوهان كوليجان في شراكة مع اثنين من البهائيين، حاجي سيد محمد حسن وحاجي سيد محمد حسين، اللذين عرفا فيما بعد باسم ملك الشهداء وحبيبهم. تم القبض على هذين البهائيين وإعدامهما لأن إمام الجمعة في ذلك الوقت كان مدينًا لهما بمبلغ كبير من المال مقابل علاقات تجارية، وبدلاً من دفعهما قام بحشد حشد من الناس لمصادرة ممتلكاتهما. لقد تم إعدامهم على الرغم من شهادة يوهان كوليجان ببراءتهم.
بالإضافة إلى التغطية الصحفية والاتصالات الدبلوماسية، وصل الاهتمام الأكاديمي المتزايد إلى حد أنه في أبريل 1890، مُنح إدوارد ج. براون من جامعة كامبريدج أربع مقابلات مع بهاء الله بعد وصوله إلى منطقة عكا وترك الوصف التفصيلي الوحيد الذي كتبه غربي.
كانت الصورة المتطورة للبابيين/البهائيين من خلال روايات رجال الأعمال والمسافرين التي تم نقلها إلى الجمهور الهولندي، على سبيل المثال، مختلفة عن التقارير المبكرة عن المتمردين الانعزاليين ذوي الأخلاق السيئة، وكانت تتمثل في ميلهم إلى الانخراط مع الأجانب، والالتزام بالزواج الأحادي، والسعي إلى السلطات المدنية للحماية من الغوغاء المسلمين. ولكن الفرنسيين كانوا لا يزالون منشغلين أكثر بحياة الباب الدرامية والاضطهاد الذي تعرضت له دينه وحياته. قال الكاتب الفرنسي هنري أنطوان جول بوا ‏ : «بين أدباء جيلي، في باريس عام ١٨٩٠، كان استشهاد الباب لا يزال موضوعًا حاضرًا في أذهانهم، تمامًا كما كان خبر وفاته الأول. كتبنا قصائد عنه. توسلت سارة برنهارد إلى كاتول منديس لكتابة مسرحية حول موضوع هذه المأساة التاريخية.» كما ذكر الكاتب الفرنسي أ. دي سان كونتين الدين في كتاب نُشر عام 1891. بالرغم من كل هذا الاهتمام، إلا أن القليل منهم انخرط في فهم الدين نفسه.

## التطور المبكر

### رحلات عبد البهاء إلى الغرب
في عام 1910، شرع عبد البهاء، رئيس الديانة البهائية آنذاك، في رحلة استغرقت ثلاث سنوات إلى مصر وأوروبا وأمريكا الشمالية، لنشر الرسالة البهائية.
امتدت أول رحلة أوروبية لعبد البهاء من أغسطس إلى ديسمبر 1911، وفي ذلك الوقت عاد إلى مصر. خلال رحلته الأوروبية الأولى، زار بحيرة جنيف على الحدود بين فرنسا وسويسرا وبريطانيا العظمى وباريس، فرنسا. وكان الغرض من هذه الرحلات هو دعم المجتمعات البهائية في الغرب ونشر تعاليم والده بشكل أكبر، بعد إرسال ممثلين ورسالة إلى مؤتمر الأعراق العالمي الأول ‏ في يوليو.
كانت أول زيارة له للأراضي الأوروبية في مرسيليا، فرنسا، حيث التقى بأحد أوائل البهائيين الفرنسيين –fr [hippolyte dreyfus-barney]. أقام عبد البهاء في فرنسا لبضعة أيام قبل أن يتوجه إلى فيفي في سويسرا. أثناء وجوده في تونون ليه باينز، التقى عبد البهاء بمسعود ميرزا زال سلطان، الذي طلب مقابلة عبد البهاء. كان السلطان الذي أمر بإعدام الملك ومحبوب الشهداء، الحفيد الأكبر لناصر الدين شاه قاجار الذي أمر إعدام الباب بنفسه. وقد سجلت جولييت تومسون، وهي بهائية أمريكية جاءت أيضًا لزيارة عبد البهاء أثناء هذه المرحلة المبكرة من رحلاته، تعليقات دريفوس الذي سمع اعتذار سلطان المتلعثم عن الأخطاء الماضية. احتضنه عبد البهاء ودعا أبنائه لتناول الغداء. وهكذا التقى بهرام ميرزا سردار مسعود أكبر مسعود، حفيد آخر لناصر الدين شاه قاجار، بالبهائيين، ويبدو أن أكبر مسعود تأثر كثيرًا بلقاء عبد البهاء. ومن ثم ذهب إلى بريطانيا العظمى.
خلال رحلاته، زار إنجلترا في خريف عام 1911. في 10 سبتمبر، ظهر لأول مرة أمام الجمهور في معبد المدينة بلندن، مع الترجمة الإنجليزية التي تحدث بها ويليسلي تيودور بول.
وصل عبد البهاء إلى ليفربول في 13 ديسمبر، وعلى مدى الأشهر الستة التالية زار بريطانيا وفرنسا والنمسا والمجر وألمانيا قبل أن يعود أخيرًا إلى مصر في 12 يونيو 1913.

### ألواح عبد البهاء للخطة الإلهية
وفي تاريخ الديانة البهائية، كان أول ذكر للعديد من الدول الأوروبية في القرن العشرين. كتب عبد البهاء، ابن مؤسس الدين، سلسلة من الرسائل، أو الألواح، إلى أتباع الدين في الولايات المتحدة في عامي 1916 و1917؛ وقد تم تجميع هذه الرسائل معًا في كتاب بعنوان ألواح الخطة الإلهية. كانت الألواح السابعة هي الأولى التي تذكر عدة بلدان في أوروبا بما في ذلك البلدان التي زارها عبد البهاء في عامي 1911 و1912. تمت كتابتها في 11 أبريل 1916، وتأخر عرضها في الولايات المتحدة حتى عام 1919 – بعد نهاية الحرب العالمية الأولى والإنفلونزا الإسبانية. تمت ترجمة اللوح السابع وتقديمه من قبل ميرزا أحمد سهراب في 4 أبريل 1919، ونشر في مجلة نجم الغرب في 12 ديسمبر 1919.
«باختصار، لقد أشعلت هذه الحرب التي تهلك العالم نارًا في القلوب لا توصف. في جميع دول العالم، يستحوذ التوق إلى السلام الشامل على وعي البشر. ما من روح إلا وتتوق إلى الوئام والسلام. لقد تحققت حالة رائعة من التقبل... لذا، يا مؤمني الله! ابذلوا جهدكم، وبعد هذه الحرب انشروا خلاصة التعاليم الإلهية في الجزر البريطانية، وفرنسا، وألمانيا، والنمسا والمجر، وروسيا، وإيطاليا، وإسبانيا، وبلجيكا، وسويسرا، والنرويج، والسويد، والدنمارك، وهولندا، والبرتغال، ورومانيا، وصربيا، والجبل الأسود، وبلغاريا، واليونان، وأندورا، وليختنشتاين، ولوكسمبورغ، وموناكو، وسان مارينو، وجزر البليار، وكورسيكا، وسردينيا، وصقلية، وكريت، ومالطا، وأيسلندا، وجزر فارو، وجزر شيتلاند، وجزر هيبريدس، وجزر أوركني.»
وشمل التطور اللاحق للدين في عشرينيات القرن العشرين بعد الحرب العالمية الأولى في عهد شوقي أفندي، رئيس الدين بعد عبد البهاء، تطوير أول الجمعيات الروحية المحلية والمنظمات الوطنية البهائية. في عام 1923 تم انتخاب أول جمعية روحية وطنية بهائية «حيث كانت الظروف مواتية وتزايد عدد الأصدقاء ووصل إلى حجم كبير». إلى جانب الهند والجزر البريطانية، تم انتخاب الجمعية الروحية الوطنية للبهائيين في ألمانيا والنمسا لأول مرة في ذلك العام. أدرجت قائمة «المراكز البهائية المحلية الرائدة» في أوروبا عام 1925 مجتمعات منظمة في النمسا وفرنسا وألمانيا وإيطاليا والسويد وسويسرا والمملكة المتحدة – وكان أكبرها في ألمانيا. ومع ذلك فقد فقد البهائيون الكثير من تنظيمهم في الحرب العالمية الثانية. على سبيل المثال، خلال الفترة النازية المبكرة، كان البهائيون يتمتعون بالحرية العامة؛ حيث تمكنت مي ماكسويل، زوجة ويليام سوثرلاند ماكسويل، من السفر عبر ألمانيا في عام 1936، على الرغم من إزالة اللوحة التذكارية لزيارة عبد البهاء. ومع ذلك، بحلول عام 1937، وقع هاينريش هيملر على أمر بحل مؤسسات الديانة البهائية في ألمانيا بسبب «اتجاهاتها الدولية والسلمية». وفي عامي 1939 و1942 جرت اعتقالات واسعة النطاق لأعضاء سابقين في الجمعية الروحية الوطنية. في مايو 1944، أقيمت محاكمة علنية في دارمشتات حيث اتهم eo [hermann grossmann (bahai)] سُمح له بالدفاع عن شخصية الدين، لكن البهائيين بدلاً من ذلك غُرِّموا بشدة، واستمر تفكيك مؤسساته. ومع ذلك، بالنسبة لهذه الخدمة وغيرها، تم تصنيف جروسمان باعتباره الثالث من بين المؤمنين الثلاثة الذين أثروا بشكل حاسم على البهائيين الألمان. إلى الشرق في عام 1938، وُجِّهت «اتهامات وحشية» إلى البهائيين بأنهم «مرتبطون ارتباطًا وثيقًا بزعماء العصابات التروتسكية – البخارية والطاشناقية – المساواتية». وفي أعقاب ذلك، جرت اعتقالات عديدة وبدأت الحكومة السوفييتية في تطبيق سياسة قمع الدين. البهائيون، الملتزمون تمامًا بمبدأ الطاعة للحكومة الشرعية، تخلوا عن إدارتها وممتلكاتها ولكن البهائيين في جميع أنحاء الاتحاد السوفييتي أُرسلوا إلى السجون والمعسكرات أو أُرسلوا كلاجئين إلى بلدان أخرى على أي حال. توقفت المجتمعات البهائية عن الوجود في 38 مدينة في جميع أنحاء الأراضي السوفيتية.

## (إعادة) تأسيس المجتمع
ابتداءً من عام 1946، وضع شوقي أفندي خططًا للمجتمع البهائي الأمريكي (الولايات المتحدة وكندا) لإرسال رواد إلى أوروبا؛ حيث أنشأ البهائيون لجنة تعليمية أوروبية برئاسة إيدنا ترو. في مؤتمر المتابعة الذي عقد في ستوكهولم في أغسطس 1953، طلبت يد القضية دوروثي بيتشر بيكر من أحد البهائيين أن يستقر في أوروبا. بحلول عام 1953 كان العديد منهم قد فعلوا ذلك. وبعد فترة وجيزة تم تشكيل العديد من الجمعيات الوطنية. تمكن البهائيون من العودة إلى بلدان مختلفة من الكتلة الشرقية بدرجة محدودة.
وفي الوقت نفسه، في تركيا بحلول أواخر الخمسينيات من القرن العشرين، كانت المجتمعات البهائية موجودة في العديد من المدن والبلدات التي مر بها بهاء الله أثناء مروره عبر البلاد. في عام 1959، تم تأسيس الجمعية الروحية الوطنية البهائية في تركيا بمساعدة علي أكبر فروتان، أحد أنصار القضية — وهو فرد يُعتبر أنه حقق مرتبة مرموقة في خدمة الدين. ومع تكرار نمط الاعتقالات في عشرينيات وثلاثينيات القرن العشرين، شهد عام 1959 اعتقالات جماعية لأعضاء المجلس المحلي في أنقرة. ونظراً للبعد الديني للموقف، طلبت المحكمة من ثلاثة خبراء في مقارنة الأديان إبداء رأيهم: فأيد اثنان من الخبراء الثلاثة اعتبار البهائية ديناً مستقلاً، بينما ادعى الثالث أنها طائفة من الإسلام. وبعد هذا التقرير، عينت المحكمة ثلاثة من علماء الدين المرموقين لمراجعة كافة جوانب المسألة وإبداء آرائهم للمحكمة. وقد اتفق هؤلاء العلماء الثلاثة على أن الدين أصبح مستقلاً في 17 يناير 1961. ولكن القضاة اختاروا تجاهل هذه النتائج، وفي 15 يوليو/تموز 1961 أعلنوا أن الديانة البهائية طائفة محظورة.

في عام 1962، كتب والتر كولارز ‏ في كتابه «الدين في الاتحاد السوفييتي»: 
«الإسلام... يُهاجمه الشيوعيون لأنه «رجعي»، ويشجع على ضيق الأفق القومي، ويعرقل تعليم المرأة وتحررها. أما البهائية، فقد أثارت استياء الشيوعيين لأسباب معاكسة تمامًا. فهي تُشكل خطرًا على الشيوعية بسبب اتساع أفقها، وتسامحها، ورؤيتها الدولية، واهتمامها بتعليم المرأة، وإصرارها على المساواة بين الجنسين. كل هذا يتناقض مع الأطروحة الشيوعية حول تخلف جميع الأديان.»

### بيت العبادة
بدأ بناء بيت العبادة البهائي في لانجنهاين بالقرب من فرانكفورت، في عام 1952. كانت أميليا كولينز يد القضية، ممثلة المجتمع البهائي الدولي في حفل وضع حجر الأساس في 20 نوفمبر 1960. تم تسميته بـ«معبد الأم لأوروبا»، وقد تم افتتاحه في عام 1964 من قبل يد القضية روحية خانوم، ممثلاً أول بيت عدل عالمي منتخب.

### المؤتمر البهائي العالمي الأول
في عام 1963 استضافت الجالية البريطانية المؤتمر البهائي العالمي الأول. انعقد المؤتمر في قاعة ألبرت الملكية برئاسة يد القضية إينوك أولينغا، حيث تجمع حوالي 6000 بهائي من جميع أنحاء العالم. وقد تم عقده للاحتفال بالذكرى المئوية لإعلان حضرة بهاء الله، والإعلان وتقديم انتخاب أول أعضاء بيت العدل الأعظم بمشاركة أكثر من 50 عضوًا من أعضاء المحافل الروحية الوطنية من جميع أنحاء العالم.

### الولادة الجديدة والتقييد في الشرق
وبينما كان الدين ينمو في أوروبا الغربية، اعترف بيت العدل الأعظم، رئيس الدين منذ عام 1963، بوجود بهائي صغير في جميع أنحاء الاتحاد السوفييتي، حيث بلغ عدد البهائيين حوالي 200 بهائي. ومع اقتراب البيريسترويكا، بدأ البهائيون في تنظيم أنفسهم والتواصل مع بعضهم البعض.
قبل تفكك الاتحاد السوفييتي، كان البهائيون قادرين على التجمع والتنظيم في العديد من المدن. وفي هذه الفترة القصيرة تمكن علي أكبر فروتان من العودة في عام 1990 كضيف شرف في انتخاب الجمعية الروحية الوطنية للبهائيين في الاتحاد السوفييتي. من عام 1990 إلى عام 1997، كان البهائيون يعملون بحرية إلى حد ما، حيث ارتفع عددهم إلى 20 مجموعة من البهائيين المسجلين لدى الحكومة الفيدرالية، ولكن قانون حرية الضمير والجمعيات الدينية ‏ الذي صدر في عام 1997 يُنظر إليه عمومًا على أنه غير ودي للأديان الأقلية على الرغم من أنه لم يجمد المزيد من التسجيلات. الظروف في بقية دول الكتلة الروسية مماثلة أو أسوأ بشكل عام. انظر إدخالاتهم الخاصة أدناه.

## المجتمع الحديث

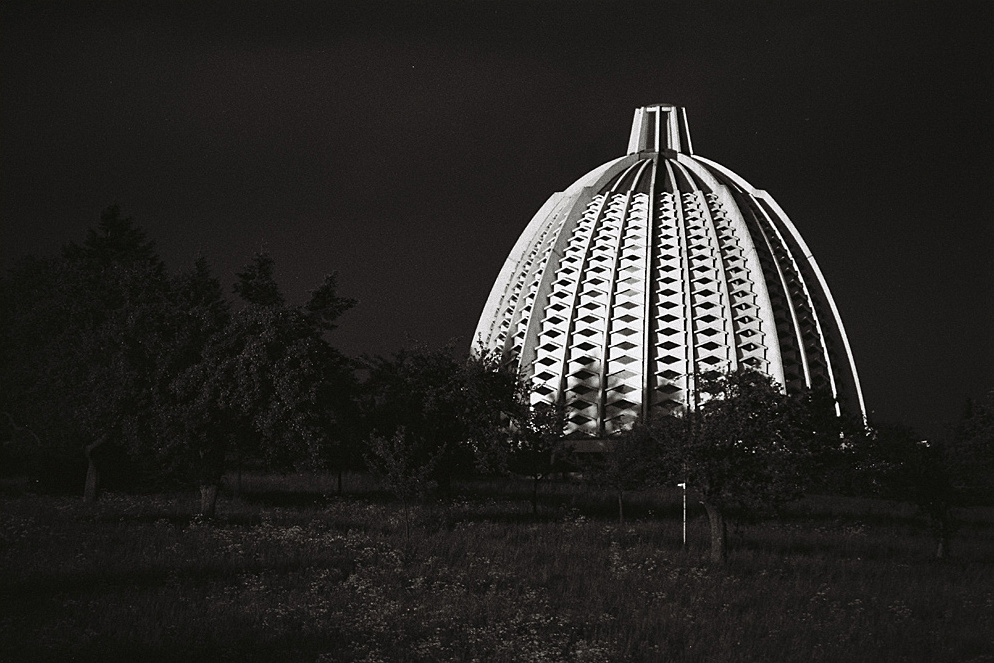
بيت العبادة البهائي

منذ نشأتها، كان للدين دور في التنمية الاجتماعية والاقتصادية بدءًا من منح المزيد من الحرية للنساء، وترويج تعليم الإناث باعتباره أولوية، وقد تم التعبير عن هذه المشاركة عمليًا من خلال إنشاء المدارس والتعاونيات الزراعية والعيادات. ودخل الدين مرحلة جديدة من النشاط عندما صدرت رسالة بيت العدل الأعظم بتاريخ 20 أكتوبر 1983. وحث البهائيين على البحث عن طرق متوافقة مع التعاليم البهائية، والتي يمكنهم من خلالها المشاركة في التنمية الاجتماعية والاقتصادية للمجتمعات التي يعيشون فيها. في عام 1979، كان هناك 129 مشروعًا بهائيًا للتنمية الاجتماعية والاقتصادية معترفًا بها رسميًا في جميع أنحاء العالم. وبحلول عام 1987، ارتفع عدد مشاريع التنمية المعترف بها رسميا إلى 1482 مشروعا. في تسعينيات القرن العشرين، بدأ البهائيون البريطانيون المشاركة في أنشطة أجندة 21 في المملكة المتحدة. وتشير التقديرات إلى أن عدد زوار الجناح البهائي في معرض هانوفر بألمانيا عام 2000 ‏ بلغ 500 ألف شخص. وقد عرض المعرض البهائي الذي تبلغ مساحته 170 مترًا مربعًا، والذي استضافته الجماعة البهائية الدولية والجمعية الروحية الوطنية للبهائيين في ألمانيا، مشاريع التنمية في كولومبيا وكينيا وأوروبا الشرقية التي أوضحت أهمية بناء القدرات الشعبية، وتقدم المرأة، والقيم الأخلاقية والروحية في عملية التنمية الاجتماعية والاقتصادية. في عام 2002، عقد مدير معهد إرنست لانج للدراسات المسكونية اجتماعًا تحت رعاية وزارة البيئة الفيدرالية الألمانية بعنوان «حوار التوجيه للأديان الممثلة في ألمانيا بشأن السياسات البيئية مع الإشارة إلى قضية المناخ» للمجتمع بين الأديان بما في ذلك البهائيين. في عام 2004، بدأت الجماعة البهائية السويدية في دعم معهد بارلي للتنمية للمرأة الريفية في الهند. في عام 2005، أشاد وزير الداخلية الاتحادي الألماني السابق، أوتو شيلي ‏، بمساهمات البهائيين الألمان في الاستقرار الاجتماعي للبلاد، مشيرًا إلى أنه «لا يكفي إعلان الإيمان. من المهم أن نعيش وفقًا للقيم الأساسية لدولتنا الدستورية، وأن ندافع عنها ونجعلها آمنة في مواجهة كل معارضة. يفعل أعضاء الديانة البهائية هذا بسبب إيمانهم والطريقة التي يرون بها أنفسهم». ومع ذلك، فقد تم استبعاد البهائيين من الحوارات الأخرى حول القضايا الدينية.
بدأت مؤتمرات الشباب في جميع أنحاء بلدان الشمال الأوروبي في الحدوث بالإضافة إلى «المدارس الصيفية» قصيرة المدى كمفهوم للمدارس البهائية على سبيل المثال في عام 2009، استضاف مجتمع البرتغال واحدة لأكثر من 200 مشارك من جميع القارات الخمس، وكان من بينهم علي نخجواني وفيوليت نخجواني، بالإضافة إلى جلينفورد ميتشل، كمتحدثين رئيسيين.
وكان البهائيون من معظم أنحاء أوروبا من بين أكثر من 4600 شخص تجمعوا في فرانكفورت لحضور أكبر مؤتمر بهائي في ألمانيا على الإطلاق في فبراير/شباط 2009 حتى ذلك التاريخ.
وفقًا لبيانات جمعية أرشيف بيانات الأديان لعام 2005، يتراوح عدد السكان في الدول الأوروبية من مئات إلى أكثر من 35،000 وقد شعرت العديد من الحكومات الأوروبية والاتحاد الأوروبي ككل بالقلق إزاء معاملة البهائيين في إيران الحديثة.

### الإجراءات المتعلقة باضطهاد البهائيين
في فبراير/شباط 2009، نُشرت رسالتان مفتوحتان تتضمنان قوائم بأسماء مواطنين بريطانيين يسجلون معارضتهم لمحاكمة الزعماء البهائيين في إيران. كانت الأولى عندما وقع بعض البريطانيين من بين مائتين وسبعة وستين أكاديميًا وكاتبًا وفنانًا وصحفيًا وناشطًا إيرانيًا غير بهائي من حوالي 21 دولة بما في ذلك إيران على رسالة اعتذار مفتوحة نُشرت على موقع Iranian.com وذكروا أنهم «يشعرون بالخجل» وتعهدوا بدعمهم لتحقيق الحقوق المفصلة في الإعلان العالمي لحقوق الإنسان للبهائيين في إيران. الرسالة الثانية بعد بضعة أسابيع كانت عندما قال الفنانون ديفيد باديل ‏، وبيل بيلي، وموروينا بانكس ‏، وسانجيف بهسكار، وجو براند، وراسل براند، وروبرت برايدون، وجيمي كار ‏، وجاك دي ‏، وأميد جليلي، وشون لوك ‏، ولي ماك ‏، وأليكسي سايل، وميرا سيال، ومارك توماس ‏ في رسالة مفتوحة نشرت في صحيفة التايمز اللندنية عن الزعماء البهائيين الذين سيتم محاكمتهم في إيران: 
«في الواقع، إن جريمتهم الوحيدة، التي يراها النظام الحالي لا تُطاق، هي اعتناقهم معتقدًا دينيًا مختلفًا عن معتقدات الأغلبية... نُعرب عن تضامننا مع كل من يُضطهد في إيران سعيًا وراء أفضل تنمية للمجتمع... ومع الحكومات ومنظمات حقوق الإنسان وذوي النوايا الحسنة في جميع أنحاء العالم الذين رفعوا أصواتهم حتى الآن مطالبين بمحاكمة عادلة، إن لم يكن بالإفراج الكامل عن قادة البهائيين في إيران.»
 فيما بين الرسائل المفتوحة، في السادس عشر من الشهر، أعرب وزير الخارجية البريطاني بيل راميل ‏ عن قلقه إزاء المحاكمة. وتذكر المجري أوتو فون هابسبورج في إحدى المقابلات أنه كان من الجدير رفع صوته في البرلمان الأوروبي من أجل حقوق الإنسان للبهائيين في إيران. كان هناك خطابان في البرلمان المجري – أحدهما في عام 2009 والآخر في عام 2010. في حملة لإظهار الدعم لضحايا انتهاكات حقوق الإنسان في إيران، نشرت شخصيات مجرية معروفة رسائل فيديو بما في ذلك كينغا غونز، عضو البرلمان الأوروبي ووزيرة الخارجية المجرية السابقة ومارتا سيبيستين، فنانة اليونسكو للسلام. انظر أيضًا تصريحات حول اضطهاد البهائيين

## حسب البلد

### أوروبا الوسطى

#### ألمانيا
على الرغم من ذكر البهائية في الأدبيات البهائية في القرن التاسع عشر، إلا أن ديانة البهائية في ألمانيا بدأت في أوائل القرن العشرين عندما عاد اثنان من المهاجرين إلى الولايات المتحدة في زيارات مطولة إلى ألمانيا حاملين دينهم الجديد. تأسست أول جمعية روحية محلية للبهائيين بعد تحول عدد كافٍ من الأفراد لانتخاب جمعية واحدة في عام 1908. بعد زيارة عبد البهاء، رئيس الدين آنذاك، وتأسيس العديد من الجمعيات الأخرى في جميع أنحاء ألمانيا على الرغم من صعوبات الحرب العالمية الأولى، تمت الدعوة إلى إجراء انتخابات لأول جمعية روحية وطنية بهائية في عام 1923. تم حظر الدين البهائي لفترة من الوقت من قبل الحكومة النازية ثم في ألمانيا الشرقية، وتم إعادة تنظيم الدين وسرعان ما تم تكليفه بمهمة بناء أول دار عبادة بهائية في أوروبا. بعد إعادة توحيد ألمانيا، تضاعفت اهتمامات المجتمع عبر مجموعة واسعة من الاهتمامات، مما أكسبه ثناء السياسيين الألمان. يُقدر عدد البهائيين في ألمانيا بحوالي 5000 إلى 6000 شخص.

#### المجر
بدأت الديانة البهائية في المجر في إشارات مختلفة إلى الدين في القرن التاسع عشر، تلاها رحلة عبد البهاء إلى المجر في عام 1913 عندما انضم أول بهائي مجري إلى الدين. عانت الجماعة من الحرب العالمية الثانية والحكم الشيوعي حتى ثمانينيات القرن العشرين. تم انتخاب الجمعية الوطنية في عام 1992، وتشير تقديرات عام 2002 من قبل البهائيين إلى أن عددهم يتراوح بين 1100 و1200 بهائي في المجر، وكثير منهم من الغجر. ومع ذلك، وفقًا لبيانات جمعية أرشيف بيانات الأديان لعام 2005، هناك ما يقرب من 290.

#### بولندا
بدأت الديانة البهائية في بولندا في سبعينيات القرن التاسع عشر عندما كتب الكاتب البولندي واليريان جابلونوفسكي العديد من المقالات التي تغطي تاريخها المبكر في بلاد فارس. كانت هناك ترجمة باللغة البولندية لمحادثات باريس نُشرت في عام 1915. بعد أن أصبحت بهائية في عام 1925 عادت البولندية ليديا زامنهوف ‏ إلى بولندا في عام 1938 كأول بهائية معروفة هناك. خلال فترة حلف وارسو، تبنت بولندا سياسة الاتحاد السوفييتي في قمع الدين، لذا فإن البهائيين، الذين التزموا بشكل صارم بمبدأ طاعة الحكومة الشرعية، تخلوا عن إدارتها وممتلكاتها. وجد تحليل المنشورات قبل هذه الفترة وأثناءها أن التغطية التي قدمتها المصادر السوفييتية كانت معادية للدين في الأساس بينما كانت التغطية البولندية الأصلية محايدة أو إيجابية. بحلول عام 1963، تم الاعتراف بمدينة وارسو فقط كمدينة ذات مجتمع. بعد سقوط الشيوعية في بولندا بسبب ثورات عام 1989، بدأ البهائيون في بولندا في التواصل مع بعضهم البعض وعقد اجتماعات – أولها كان في كراكوف ووارسو. في مارس 1991 أعيد انتخاب أول جمعية روحية محلية للبهائيين في وارسو. تم انتخاب الجمعية الروحية الوطنية في بولندا في عام 1992. كان هناك حوالي ثلاثمائة بهائي في بولندا في عام 2006 وكانت هناك العديد من المقالات في المنشورات البولندية في عام 2008 تغطي اضطهاد البهائيين في إيران ومصر.

#### سلوفاكيا
يبدأ الدين البهائي في سلوفاكيا بعد عام 1916 بذكر عبد البهاء، رئيس الدين آنذاك، أن البهائيين يجب أن يأخذوا الدين إلى مناطق أوروبا بما في ذلك سلوفاكيا، التي كانت آنذاك جزءًا من الإمبراطورية النمساوية المجرية. ليس من الواضح متى دخل البهائيون الأوائل إلى سلوفاكيا، ولكن كان هناك بهائيون في تشيكوسلوفاكيا بحلول عام 1963. وبما أن فترة الشيوعية كانت على وشك الانتهاء، فهناك تعليقات على النشاط في سلوفاكيا الذي بدأ في حوالي عام 1989. بعد تفكك الاتحاد السوفييتي في أواخر عام 1991، بدأت المجتمعات البهائية وهيئاتها الإدارية في التطور في جميع أنحاء دول الاتحاد السوفييتي السابق بما في ذلك تشيكوسلوفاكيا. في عام 1991 تم تأسيس أول جمعية روحية محلية للبهائيين في براتيسلافا. تم تشكيل جمعيتين وطنيتين منفصلتين لجمهورية التشيك وسلوفاكيا في عام 1998. على الرغم من أن التسجيل لدى الحكومة الوطنية في سلوفاكيا ليس مطلوبًا، إلا أنه مطلوب للعديد من الأنشطة الدينية بالإضافة إلى امتلاك العقارات. في عام 2007، قدم ممثلو الديانة البهائية 28000 توقيعًا من المواطنين المهتمين إلى حكومة سلوفاكيا، وبالتالي تم تسجيلهم رسميًا كمجتمع ديني والذي بلغ عدد أفراده آنذاك حوالي 1065 فردًا في عام 2011.

#### سويسرا
يعود تاريخ الديانة البهائية في سويسرا إلى أكثر من مائة عام. كانت أول عملية استقرار لبهائي مقيم في سويسرا في عام 1903، عندما انتقلت إديث ماكاي، وهي فرنسية أمريكية، من باريس إلى سيون في وادي الرون، وتزوجت من الدكتور جوزيف دي بونس، وهو طبيب أسنان محلي، والذي اعتنق هذا الدين الجديد. زار عبد البهاء سويسرا في عام 1911. في الوقت الحاضر، هناك حوالي 1100 بهائي يقيمون في سويسرا. ولم يزد هذا العدد خلال العقود الأربعة الماضية. حاليًا، هناك مجتمعات بهائية تأسست في أراو، وآير، وبازل، وبرن، وبيال، وكاروج، وكولوني، وديليمونت، وفريبورغ، وجنيف، وغراند لانسي، وهايدن، ولوزان، ولوكارنو، ولوغانو، ولوتزيرن، وميلين، ونوشاتيل نيون، وأولتن، وبولي، وريناش، ورومانشورن، وشافهاوزن، وسانت غال، وثون، وزوغ و زيوريخ.

### القوقاز

#### أذربيجان
يعبر الإيمان البهائي في أذربيجان عن تاريخ معقد من التغيرات الإقليمية. قبل عام 1850، تأسس أتباع الديانة السابقة البابية في ناخيتشيفان. بحلول أوائل القرن العشرين، بلغ عدد أفراد المجتمع البهائي، الذي كان يتركز الآن في باكو، حوالي 2000 فرد، وقد سهلت العديد من الجمعيات الروحية المحلية البهائية الاهتمام الإيجابي من قبل قادة الفكر المحليين والإقليميين والدوليين بالإضافة إلى الشخصيات القيادية العريقة في الدين. ومع ذلك، في ظل الحكم السوفييتي، كان المجتمع البهائي على وشك الانتهاء على الرغم من إعادة تنشيطه على الفور مع تخفيف البيريسترويكا لضوابط الأديان وإعادة انتخاب جمعيته الروحية الوطنية في عام 1992. ربما استعاد عدد السكان البهائيين المعاصرين في أذربيجان، المتمركزين في باكو، ذروته بعد القمع الذي تعرضوا له في الحقبة السوفييتية، حيث بلغ عددهم حوالي 2000 نسمة، واليوم أصبح أكثر من 80% منهم من المتحولين على الرغم من أن المجتمع في ناخيتشيفان، حيث بدأ كل شيء، لا يزال يعاني من مضايقات وقمع خطيرين.

#### أرمينيا
يبدأ الدين البهائي في أرمينيا ببعض المشاركات في نفي وإعدام الباب، مؤسس الدين البابي، الذي يعتبره البهائيون دينًا سابقًا. في نفس العام الذي أُعدم فيه الباب، [الإنجليزية] تم إدخال الدين إلى أرمينيا. خلال فترة سياسة القمع الديني السوفييتي، فقد البهائيون في أرمينيا الاتصال بالبهائيين في أماكن أخرى. ومع ذلك، في عام 1963 تم تحديد المجتمعات في يريفان وأرتز. بعد البيريسترويكا، تأسست أول جمعية روحية محلية للبهائيين في أرمينيا في عام 1991 وانتخب البهائيون الأرمن أول جمعية روحية وطنية لهم في عام 1995. اعتبارًا من عام 2004، يزعم البهائيون أن لديهم حوالي 200 عضو في أرمينيا ولكن اعتبارًا من عام 2001 قدرت منظمة عملية العالم ‏ عددهم بحوالي 1400.

#### جورجيا
بدأت الديانة البهائية في جورجيا بوصولها إلى المنطقة في عام 1850 من خلال ارتباطها بالدين السابق وهو ديانة البابي أثناء حياة بهاء الله. خلال فترة سياسة القمع الديني السوفييتي، فقد البهائيون في الجمهوريات السوفييتية الاتصال بالبهائيين في أماكن أخرى. ومع ذلك، في عام 1963 تم التعرف على فرد في تبليسي. بعد البيريسترويكا، تم تأسيس أول جمعية روحية محلية للبهائيين في جورجيا في عام 1991 وانتخب البهائيون الجورجيون أول جمعية روحية وطنية لهم في عام 1995. يُلاحظ أن الدين ينمو في جورجيا.

#### روسيا
تبدأ العقيدة البهائية في روسيا باتصالات أثناء الحكم الروسي لأذربيجان في الإمبراطورية الروسية في صورة امرأة ستلعب دورًا مركزيًا في دين الباب، والتي ينظر إليها البهائيون على أنها السلف المباشر للعقيدة البهائية – والتي ستُسمى لاحقًا بالطاهرة. وبعد فترة وجيزة، بدأ الدبلوماسيون الروس في بلاد فارس في مراقبة الديانة البابية والتفاعل معها وإرسال التحديثات عنها، والتي أعقبتها لقاءاتهم مع بهاء الله، مؤسس الديانة البهائية. وبينما انتشر الدين في جميع أنحاء الإمبراطورية الروسية وجذب انتباه العلماء والفنانين، قامت الجماعة البهائية في عشق آباد ببناء أول دار عبادة بهائية، وانتخبت واحدة من أولى المؤسسات الإدارية المحلية البهائية وكانت مركزًا للعلم. خلال فترة الاتحاد السوفييتي، تبنت روسيا سياسة سوفييتية في قمع الدين، لذلك التزم البهائيون بشكل صارم بمبدأ طاعتهم للحكومة الشرعية، وتخلوا عن إدارتها وممتلكاتها ولكن بالإضافة إلى ذلك تم إرسال البهائيين في جميع أنحاء الاتحاد السوفييتي إلى السجون والمعسكرات أو إلى الخارج. قبل تفكك الاتحاد السوفييتي، تمكن البهائيون في العديد من المدن من التجمع والتنظيم مع اقتراب البيريسترويكا من موسكو عبر العديد من الجمهوريات السوفييتية. وفي نهاية المطاف تم تشكيل الجمعية الوطنية للاتحادات الروسية في عام 1995. قدرت جمعية أرشيفات بيانات الأديان (بالاعتماد على الموسوعة المسيحية العالمية ) عدد البهائيين في روسيا بنحو 18990 في عام 2005.

#### أوكرانيا
بدأت الديانة البهائية في أوكرانيا خلال سياسة قمع الدين في الاتحاد السوفييتي السابق. قبل ذلك الوقت، كانت أوكرانيا، كجزء من روسيا، على اتصال غير مباشر بالدين البهائي منذ عام 1847. بعد الشتات الأوكراني، أصبحت الأجيال اللاحقة من الأوكرانيين العرقيين بهائيين، وتفاعل بعضهم مع أوكرانيا قبل تطور الدين في البلاد. يوجد حاليًا حوالي 1000 بهائي في أوكرانيا في 13 مجتمعًا.

### شمال أوروبا

#### الدنمارك
بدأت الديانة البهائية في الدنمارك في عام 1925 ولكن استغرق الأمر أكثر من 20 عامًا قبل أن يبدأ المجتمع البهائي في الدنمارك في النمو بعد وصول رواد البهائية الأمريكيين في عام 1946. وبعد تلك الفترة من النمو، أنشأت الجماعة جمعيتها الروحية الوطنية البهائية في عام 1962. مع اللاجئين البهائيين الإيرانيين والدنماركيين المتحولين، بلغ عدد أفراد المجتمع البهائي الحديث حوالي 330 شخصًا اعتبارًا من عام 2011.3

#### فنلندا
بدأت الديانة البهائية في فنلندا من خلال الاتصال بين المسافرين الإسكندنافيين مع المؤمنين الفرس الأوائل بالديانة البهائية في منتصف إلى أواخر القرن التاسع عشر بينما كانت فنلندا جزءًا سياسيًا من الإمبراطورية الروسية. في أوائل القرن العشرين، طلب عبد البهاء، رئيس الديانة آنذاك، من البهائيين من الولايات المتحدة وكندا أن يعتبروا الدول الاسكندنافية وروسيا من بين الأماكن التي ينبغي للبهائيين أن يتوجهوا إليها. وفي وقت لاحق، بعد أن حصلت فنلندا على استقلالها عن روسيا، بدأ البهائيون بزيارة المنطقة الاسكندنافية في عشرينيات القرن العشرين. بعد فترة من قدوم المزيد من رواد البهائية إلى البلاد، انتشرت الجمعيات الروحية المحلية البهائية في جميع أنحاء فنلندا بينما شكل المجتمع الوطني في النهاية جمعية روحية وطنية بهائية في عام 1962. تشير بعض التقديرات في عام 2003 إلى أن عدد البهائيين في فنلندا يبلغ حوالي 500 بهائي على الرغم من أنهم يشملون فائزًا بجائزة حقوق الإنسان وشخصية تلفزيونية.

#### آيسلندا
بدأت العقيدة البهائية في أيسلندا عندما قامت أميليا كولينز بزيارة أيسلندا لأول مرة في عام 1924، والتقت مع هولمفريدور أرنادوتير الذي أصبح أول بهائي أيسلندي. تم الاعتراف بالدين البهائي كجماعة دينية في عام 1966 وتم انتخاب أول جمعية روحية وطنية بهائية في عام 1972. يوجد حاليًا حوالي 400 بهائي في البلاد و13 جمعية روحية محلية. عدد التجمعات هو أعلى نسبة، من حيث عدد السكان، في أوروبا بأكملها.

#### النرويج
بدأت الديانة البهائية في النرويج من خلال الاتصال بين المسافرين الإسكندنافيين مع المؤمنين الفرس الأوائل بالديانة البهائية في منتصف إلى أواخر القرن التاسع عشر. زار البهائيون الدول الاسكندنافية لأول مرة في عشرينيات القرن العشرين بناءً على طلب عبد البهاء، رئيس الديانة آنذاك، الذي حدد النرويج بين الدول التي يجب على البهائيين أن يهاجروا إليها وكانت أول بهائية تستقر في النرويج هي جوهانا شوبارت. بعد فترة من وصول المزيد من رواد البهائية إلى البلاد، انتشرت الجمعيات الروحية المحلية البهائية في جميع أنحاء النرويج بينما شكل المجتمع الوطني في النهاية جمعية روحية وطنية بهائية في عام 1962. يوجد حاليًا حوالي 1000 بهائي في البلاد.

#### السويد
بدأت الديانة البهائية في السويد بعد التغطية في القرن التاسع عشر وتبع ذلك العديد من السويديين الأمريكيين الذين التقوا بعبد البهاء في الولايات المتحدة حوالي عام 1912 وكانوا روادًا أو زاروا البلاد بدءًا من عام 1920. بحلول عام 1932 تم إنجاز ترجمات الأدب البهائي، وفي حوالي عام 1947 تم انتخاب أول جمعية روحية محلية بهائية في ستوكهولم. في عام 1962 تم انتخاب أول جمعية روحية وطنية في السويد. يزعم البهائيون أن لديهم حوالي 1000 عضو و 25 جمعية محلية في السويد.

### جنوب أوروبا

#### أندورا
يبدأ الدين البهائي في أندورا مع أول ذكر لأندورا في الأدب البهائي عندما أدرجها عبد البهاء كمكان لنقل الدين إليه في عام 1916. كان ويليام دانجون ديودوني أول بهائي يتوجه إلى أندورا في عام 1953. بحلول عام 1979، أصبح هناك جمعية روحية محلية للبهائيين في أندورا لا فيلا. في عام 2005، وفقًا جمعية أرشيف بيانات الأديان (بالاعتماد على الموسوعة المسيحية العالمية )، كان هناك حوالي 80 بهائيًا في أندورا. في عام 2010 قدرت شركة ولفرام ألفا عدد البهائيين بحوالي 120 شخصًا.

#### إيطاليا
يبدأ الدين البهائي في إيطاليا قبل عام 1899 – وهو أقدم تاريخ معروف للبهائيين في إيطاليا. كتب عبد البهاء، زعيم الدين من عام 1892 إلى عام 1921، رسالتين إلى البهائيين الإيطاليين وذكر إيطاليا عدة مرات وتناول قضايا الحرب والسلام أيضًا. على الرغم من انضمام العديد من الأشخاص إلى الدين قبل الحرب العالمية الثانية، إلا أنه ربما لم يتبق في البلاد إلا بهائي واحد في النهاية. وبعد فترة وجيزة تم تنسيق موجة من الرواد وكان البهائيون الأوائل الذين وصلوا هم أنجيلين أوغو جياتشيري. بحلول عام 1948 تم انتخاب أول جمعية روحية محلية للبهائيين في روما. كان هناك ستة مجتمعات في جميع أنحاء إيطاليا وسويسرا عندما تم تشكيل الجمعية الوطنية الإقليمية في عام 1953. انتخب البهائيون الإيطاليون جمعيتهم الروحية الوطنية في عام 1962. وأظهر مسح للمجتمع في عام 1963 وجود 14 جمعية و18 مجتمعًا أصغر. تشمل المؤتمرات الرئيسية التي عقدت في إيطاليا مؤتمر باليرمو عام 1968 لإحياء ذكرى انتقال بهاء الله، مؤسس الدين، من جاليبولي إلى سجن عكا والمؤتمر الإقليمي لجنوب أوروبا عام 2009 في بادوفا حول تقدم الدين. تشير تقديرات جمعية أرشيفات بيانات الأديان (التي تعتمد بشكل أساسي على الموسوعة المسيحية العالمية ) إلى وجود حوالي 4900 بهائي في إيطاليا في عام 2005.

#### البرتغال
يأتي وجود الدين البهائي في البرتغال بعد أول ذكر للبرتغال في الأدب البهائي عندما ذكرها عبد البهاء كمكان لنقل الدين إليه في عام 1916. كان أول زائر بهائي للبرتغال في عام 1926. تم انتخاب أول جمعية روحية محلية بهائية في لشبونة عام 1946. في عام 1962 انتخب البهائيون البرتغاليون أول جمعية روحية وطنية لهم. في عام 1963 كان هناك تسعة جمعيات. وفقًا للإحصاءات الأخيرة، وصل عدد أعضاء الديانة البهائية إلى ما يقرب من 2000 عضو في عام 2005 وفقًا جمعية أرشيف بيانات الأديان (بالاعتماد على الموسوعة المسيحية العالمية ).

#### إسبانيا
يبدأ تاريخ الديانة البهائية في إسبانيا بتغطية الأحداث في تاريخ الديانة البابية في خمسينيات القرن التاسع عشر. كان أول ذكر لإسبانيا في الأدب البهائي عندما ذكرها عبد البهاء كمكان لنقل الدين إليه في عام 1916. كان أول بهائي يزور إسبانيا في عام 1930 وكان أول رائد يبقى هناك هو فيرجينيا أوربيسون في يناير 1947. بعد بعض التحولات إلى الدين، تم انتخاب أول جمعية روحية محلية للبهائيين في مدريد في عام 1948. تم انتخاب أول جمعية روحية وطنية في عام 1962. وفي أعقاب الانتخابات، تزايد نطاق مبادرات المجتمع الخاصة حتى عام 1968 عندما تمكنت الجمعية الوطنية من التسجيل كجمعية دينية غير كاثوليكية في وزارة العدل ووزارة الإعلام والسياحة مما سمح بتنظيم الأحداث الدينية العامة ونشر واستيراد المواد الدينية. وفي أعقاب ذلك، توسعت تنوع مبادرات المجتمع بشكل كبير. بدأ البهائيون في إدارة مدرسة بهائية دائمة وفي عام 1970 انضم أول غجري إسباني ‏ إلى الدين. بعد خمسين عامًا من انعقاد أول جمعية محلية، أصبح هناك مائة جمعية. تقدر جمعية أرشيفات بيانات الأديان (بالاعتماد على الموسوعة المسيحية العالمية ) عدد البهائيين بنحو 12800 في عام 2005. في عام 2008 اختار بيت العدل الأعظم المجتمع الإسباني لاستضافة مؤتمر إقليمي لشبه الجزيرة الأيبيرية وما وراءها.

#### مدينة الفاتيكان
تعتبر مدينة الفاتيكان واحدة من الدولتين اللتين يُعتقد أنهما لا يوجد بهما بهائيون على الأقل حتى عام 2008. الدولة الأخرى هي كوريا الشمالية.

### جنوب شرق أوروبا

#### ألبانيا
تم تقديم الديانة البهائية في ألبانيا في ثلاثينيات القرن العشرين بواسطة ريفو تشاباري ‏، وهو سياسي ألباني. في عام 1967 تم حظر الديانة البهائية إلى جانب الديانات الأخرى، ولكن بعد انهيار النظام الشيوعي في عام 1992 أعيد تأسيس المجتمع البهائي. وفي السنوات الأخيرة، تم تأسيس العديد من المراكز التعليمية البهائية.

#### البوسنة والهرسك
يبدأ الدين البهائي في البوسنة والهرسك بذكر عبد البهاء، رئيس الدين آنذاك، للإمبراطورية النمساوية المجرية التي كانت البوسنة والهرسك جزءًا منها في ذلك الوقت. بين الحربين العالميتين عندما كانت البوسنة والهرسك جزءًا من يوغوسلافيا، كان العديد من أفراد العائلة المالكة اليوغوسلافية على اتصال بأعضاء بارزين في الدين. خلال فترة الشيوعية في يوغوسلافيا، كان أول عضو في الديانة البهائية في عام 1963 وتم تشكيل أول جمعية روحية محلية للبهائية في عام 1990. مع اندلاع الحرب الأهلية في يوغوسلافيا وانفصالها عن البوسنة والهرسك، لم ينتخب البهائيون جمعية روحية وطنية بهائية ولكن لديهم عدد قليل من السكان في عدد قليل من المناطق في البلاد.

#### مولدوفا
بدأت الديانة البهائية في مولدوفا خلال سياسة قمع الدين في الاتحاد السوفييتي السابق. قبل ذلك الوقت، كانت مولدوفا، كجزء من الإمبراطورية الروسية، على اتصال غير مباشر بالدين البهائي منذ عام 1847. في عام 1974 وصل أول بهائي إلى مولدوفا. وبعد تفكك الاتحاد السوفييتي في أواخر عام 1991، نشأت مجتمعات البهائيين، والجمعيات الروحية الوطنية التابعة لها، في مختلف دول الاتحاد السوفييتي السابق. في عام 1996 انتخبت مولدوفا جمعيتها الروحية الوطنية الخاصة بها. كان هناك حوالي 400 بهائي في مولدوفا في عام 2004.

#### تركيا
يعود تاريخ الدين البهائي في تركيا إلى جذور الدين من البابي الأول، وهو دين السلف المباشر المرتبط بالدين البهائي، إلى إسطنبول، الملا علي بسطامي، من خلال النفي الأولي لبهاء الله، مؤسس الدين، من بلاد فارس إلى المدن العثمانية آنذاك بغداد، ثم المزيد من النفي إلى إسطنبول، وأدرنة، وأخيرًا عكا، حيث حدثت أجزاء كبيرة من كتابات بهاء الله. وبعد تلك الفترة، لدينا تاريخ انتشار المجتمع من خلال تاريخ المحاكمات التي تحكم على الوضع القانوني للدين في البلاد مع محاولة توسيع نطاق تنظيم الدين بشكل تدريجي. في الألفية الجديدة، لا تزال العديد من العقبات التي تعترض الدين قائمة – لا يستطيع البهائيون التسجيل لدى الحكومة رسميًا ولكن من المحتمل أن يكون هناك ما بين 10 إلى 20 ألف بهائي، وحوالي مائة جمعية روحية محلية بهائية في تركيا.

### أوروبا الغربية

#### فرنسا
بدأت الديانة البهائية في فرنسا بعد أن لاحظ المواطنون الفرنسيون الدين ودرسوه في موطنهم الأصلي بلاد فارس في القرن التاسع عشر. وبعد إدخال أتباع الدين قبل عام 1900 بقليل، نما المجتمع وساعدته رحلة عبد البهاء إلى فرنسا في عامي 1911 و1912. وبعد النمو والمحن، أنشأ المجتمع جمعيته الوطنية في عام 1958. لقد تمت مراجعة المجتمع عدة مرات من قبل الباحثين. وفقًا لبيانات جمعية أرشيف بيانات الأديان لعام 2005، يوجد ما يقرب من 4400 بهائي في فرنسا والحكومة الفرنسية من بين أولئك الذين شعروا بالقلق إزاء معاملة البهائيين في إيران الحديثة.

#### هولندا

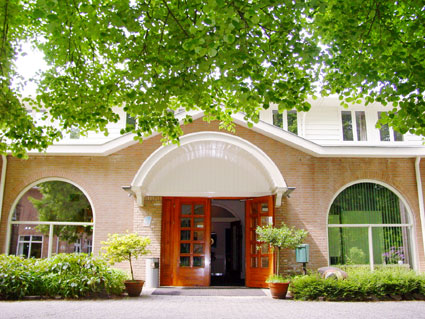
مركز المؤتمرات البهائي دي بورت، خروسبيك

كانت الإشارات الأولى إلى الدين البهائي في هولندا في الصحف الهولندية التي غطت في عام 1852 بعض الأحداث المتعلقة بالحركة البابية التي يعتبرها الدين البهائي دينًا سابقًا. حوالي عام 1904، أرسلت صحيفة ألجمين هاندلسبلاد ‏، وهي صحيفة من أمستردام، مراسلًا للتحقيق في شؤون البهائيين في بلاد فارس. كان أول البهائيين الذين استقروا في هولندا عبارة عن عائلتين – عائلة تييسنس وعائلة جريفنس، وكلاهما غادرا ألمانيا إلى هولندا في عام 1937. بعد الحرب العالمية الثانية، أنشأ البهائيون لجنة للإشراف على نشر الدين في جميع أنحاء أوروبا، وبالتالي بدأ النمو الدائم للمجتمع في هولندا مع وصول الرواد البهائيين في عام 1946. وبعد وصولهم واعتناق بعض المواطنين للدين البهائي، تم انتخاب أول جمعية روحية محلية للبهائيين في أمستردام في عام 1948. في عام 1957، ومع وجود 110 بهائيين وتسع جمعيات روحية، انتخبت الجماعة البهائية في هولندا لأول مرة جمعيتها الروحية الوطنية الخاصة بها. في عام 2005 كان في هولندا 34 جمعية روحية محلية. في عام 1997 كان هناك حوالي 1500 بهائي في هولندا.

#### المملكة المتحدة
بدأت الديانة البهائية في المملكة المتحدة مع أقدم الإشارات إلى سلف الديانة البهائية، الباب، في الصحف البريطانية. ومن بين أوائل البريطانيين الذين أصبحوا أعضاء في الديانة البهائية جورج تاونسند وجون إيسلمونت. خلال ثلاثينيات القرن العشرين، ازداد عدد البهائيين في المملكة المتحدة، مما أدى إلى نشوء حركة رائدة بعد الحرب العالمية الثانية حيث انتقل ستين بالمائة من المجتمع البهائي البريطاني في النهاية إلى مكان آخر. في عام 2004 كان هناك حوالي 5000 بهائي في المملكة المتحدة.

## للقراءة الإضافية
- Fazel، Seena (2022). "Ch. 43: Europe". في Stockman، Robert H. (المحرر). The World of the Bahá'í Faith. Oxfordshire, UK: روتليدج (دار نشر). ص. 532–545. DOI:10.4324/9780429027772-50. ISBN:978-1-138-36772-2. S2CID:244706754.
- Warburg, Margit (2006). Citizens of the World: A History and Sociology of the Bahaʹis from a Globalisation Perspective (بالإنجليزية). Brill. ISBN:978-90-04-14373-9.